# شهریارک بال‌بزرگ
شهریارک بال‌بزرگ (نام علمی: Monarcha frater) نام یک گونه از سرده شهریارک‌های اصلی است.